# Giungla di cemento (telenovela)
(Tony Ramos)
Giungla di cemento (Selva de Pedra) è una telenovela brasiliana di 160 puntate andata in onda dal 24 febbraio al 22 agosto 1986 su TV Globo.
Remake della telenovela omonima creata da Janete Clair nel 1972 per TV Globo, questa versione è stata scritta da Regina Braga ed Eloy Araújo, e diretta da Wálter Avancini, Dennis Carvalho, Ricardo Waddington e José Carlos Pieri.
La trama è ispirata al romanzo Una tragedia americana (An American Tragedy) di Theodore Dreiser.
I ruoli principali sono svolti da Tony Ramos, Fernanda Torres, Christiane Torloni.

## Trama
Nella piccola cittadina di Duas Barras, la giovane artista Simone Marques è testimone della lite tra Cristiano Vilhena, figlio di un povero predicatore religioso, e il playboy Gastão Neves, che rimane accidentalmente ucciso per mano di Cristiano. Spaventato dalle conseguenze, Cristiano fugge a Rio de Janeiro e va a lavorare nell'azienda del ricco zio Aristides Vilhena. Anche Simone si trasferisce a Rio, sognando un futuro migliore per la sua carriera artistica. A Rio, i due si innamorano e si sposano e vanno a vivere nella pensione Palácio, dove conoscono Miro, un uomo carismatico ma dal comportamento losco e ambiguo.
A contatto quotidiano con l'universo ricco e sfavillante dello zio, Cristiano rimane affascinato dalla bella Fernanda, una degli azionisti del cantiere, fidanzata con il cugino di Cristiano, Caio. Combattuto tra la vita semplice con Simone e il potere e il denaro con Fernanda, Cristiano si lascia influenzare da Miro, che lo spinge tra le braccia di Fernanda alimentando il suo desiderio di ricchezza e ambizione. Fernanda, totalmente innamorata di Cristiano, rifiuta di sposare Caio, mentre Miro pianifica la morte di Simone, per rendere possibile il matrimonio di Cristiano con la donna.
Inseguita da Miro, Simone ha un incidente automobilistico e viene creduta morta. Cristiano, da parte sua, sentendosi responsabile dell'incidente, non se la sente di sposare Fernanda, e la abbandona all'altare. Umiliata, Fernanda inizia a dare segni di squilibrio e giura vendetta contro Cristiano, ostacolandolo nei suoi affari al cantiere. Simone, sopravvissuta all'incidente, si trasferisce a New York e torna a Rio qualche tempo dopo sotto le mentite spoglie di Rosana Reis, celebre artista. A una festa, Cristiano riconosce la moglie in Rosana, ma lei nega e lo accusa di essere responsabile della morte di Simone.
Ormai sposata con Caio, Fernanda avvicina Rosana-Simone per cercare di danneggiare l'immagine di Cristiano agli occhi della donna. Simone infatti è ancora innamorata di Cristiano e, quando quest'ultimo viene arrestato per l'assassinio di Gastão Neves (a causa delle macchinazioni di Miro), si offre di testimoniare a suo favore. Fernanda, però, sempre più al limite della follia, la rapisce e la tiene nascosta prima in una casa abbandonata e poi a casa di sua nonna Maria Amélia. L'intervento di Caio, Oreste, Vivi e Jorge, sospettosi del comportamento di Fernanda, è decisivo e i quattro riescono a liberare Simone. La ragazza, nonostante la salute cagionevole, testimonia a favore di Cristiano.

## Personaggi principali
- Cristiano Vilhena, interpretato da Tony Ramos, doppiato da Sandro Acerbo

Figlio di Sebastião e Berenice, fratello di Diva e Zelinha. Cristiano è un uomo affascinante, ma un po' timido e complessato. Suona la grancassa nel gruppo religioso che suo padre ha creato dopo un grave incidente. Profondamente ambizioso, è disgustato dall'intransigenza e dalla povertà del padre e soffre per la mancanza di prospettive per un futuro migliore. Fugge a Rio de Janeiro per paura di essere ingiustamente accusato della morte di un uomo. Sposa Simone Marques ma il matrimonio naufraga a causa della profonda ambizione dell'uomo. Dopo parecchie traversie, i due si ricongiungeranno.
- Simone Marques (Simona nell'edizione italiana) / Rosana Reis (Rosanna nell'edizione italiana), interpretata da Fernanda Torres, doppiata da Emanuela Rossi

Ragazza coraggiosa, audace e indipendente che lavora come scultrice e sogna di sfondare nella sua professione. Nata a Duas Barras, nell'entroterra di Rio de Janeiro, è la figlia di Francisco. Rimane coinvolta nella fuga di Cristiano, essendo l'unica testimone dell'innocenza del ragazzo. Una volta a Rio, si innamoa di Cristiano e lo sposa, ma il matrimonio non è felice. È vittima di un incidente automobilistico quando scopre da una lettera di Miro a Cristiano che Miro vuole ucciderla affinché Cristiano sposi Fernanda. La ragazza viene creduta morta ma ricompare poco dopo sotto la falsa identità di sua sorella Rosana Reis. Viene rapita da Fernanda per impedirle di testimoniare in favore di Cristiano. Al termine della storia si riappacifica con Cristiano, del quale è sempre rimasta innamorata.
- Fernanda Arruda Campos, interpretata da Christiane Torloni, doppiata da Maria Pia Di Meo

Donna bella, ricca, scaltra e testarda, Fernanda è azionista dell'azienda di Aristides Vilhena ed è quindi proprietaria del 45% delle azioni della Estaleiro Celmu SA, azioni ottenute dal padre - socio di Aristides - quando è morto. Oltre ad essere amica di Cíntia, è la promessa sposa di Caio, figlio di Aristides. Si innamora di Cristiano, ma viene abbandonata sull'altare dall'uomo, un gesto che scatena nella donna irreparabili disturbi mentali e un profondo desiderio di vendetta. Dopo essere stata rinchiusa in manicomio dal quale riesce a fuggire, rapisce Simone per impedirle di testimoniare in favore di Cristiano, ma il suo piano viene sventato da Oreste, Vivi e Jorge. Al termine della storia, suo marito Caio la denuncia alla polizia per tutte le cattive azioni che ha commesso.
- Argemiro "Miro" Tavares, interpretato da Miguel Falabella

Cameriere che trova sempre mille espedienti per garantirsi un sostentamento. Quando aveva 5 anni, suo padre lo gettò letteralmente in mezzo alla strada per farlo investire così da appropriarsi del denaro dell'assistenza funebre. Il bambino si salvò ma l'episodio traumatico ha segnato per sempre la sua vita. Vede in Cristiano e nella sua parentela con il potente Aristides Vilhena uno dei tanti mezzi per riuscire ad arricchirsi. Anche per questo cerca di convincere Cristiano a sposare Fernanda e a sbarazzarsi di Simone. Pianifica la morte di quest'ultima pur di raggiungere il suo scopo. Viene ripudiato da Cristiano quando Simone rimane coinvolta nell'incidente causato da Miro. Per vendetta, Miro si allea con Fernanda per rovinare Cristiano. Quando al termine della storia vengono rivelate tutte le sue malefatte, cerca di sfuggire alla polizia ma viene investito e muore.
- Aristides "Tide" Vilhena, interpretato da Walmor Chagas

Ricco zio di Cristiano, è sposato con Laura e ha due figli, Caio e Cíntia che lo adorano. È il proprietario della Estaleiro Celmu SA, un cantiere navale. Si è arricchito usando anche mezzi illeciti, ma è comunque una brava persona. È fratello di Sebastião Vilhena. In punto di morte confessa a Cristiano che i rapporti con suo padre si sono deteriorati perché in passato era stato disonesto con Sebastião. Anche per questo motivo, l'uomo lascia a Cristiano le azioni della sua azienda.
- Sebastião "Sesse" Vilhena (Sebastiano nell'edizione italiana), interpretato da Sebastião Vasconcellos, doppiato da Luciano De Ambrosis

Padre di Cristiano, Diva e Zelinha, che non accettano lo stile di vita che Sebastião ha scelto anche per loro. Sebastião era ricco, ma dopo un naufragio decise di sbarazzarsi di tutti i suoi beni materiali e di girare il mondo predicando la parola di Dio. Sull'isola dove riuscì ad arrivare dopo l'incidente, era accompagnato dalla moglie, Berenice, incinta di Cristiano, ed è lì che ebbe la visione che gli avrebbe fatto cambiare vita. Diventato un predicatore evangelico, costringe la famiglia a vivere in povertà. È il fratello del milionario Aristides Vilhena.
- Caio Vilhena (Claudio nell'edizione italiana), interpretato da José Mayer, doppiato da Sergio Di Stefano

Primogenito di Aristides Vilhena, è un ragazzo irriverente e civettuolo. È un ingegnere navale, che lavora con suo padre alla Estaleiro Celmu SA. Sposa Fernanda, ma la denuncia alla fine della storia dopo aver scoperto tutto quello che sua moglie ha fatto per rovinare Cristiano e Simone. Nel corso della telenovela, ha un rapporto di odio con Cristiano, soprattutto quando suo padre lascia il comando dell'azienda al cugino. Prova dunque in tutti i modi a dimostrare l'incapacità di Cristiano a dirigere il cantiere navale di famiglia, ma alla fine riconoscerà nel cugino molte qualità. Uomo molto orgoglioso, soffre di una malattia genetica, l'emofilia.
- Cíntia Vilhena (Cinzia nell'edizione italiana), interpretata da Beth Goulart, doppiata da Isabella Pasanisi

Figlia del milionario Aristides Vilhena e da lui molto amata. Donna bella e affascinante si innamora di Marcelo, sebbene pensi che lui la voglia sposare solo per interesse. Cíntia ha un segreto che svela durante la telenovela: ha un figlio, Tico, nato dal suo amore con Horácio. La sua matrigna, Laura, la incita a lottare per ottenere la custodia del bambino.
- Laura Vilhena, interpretata da Maria Zilda Bethlem, doppiata da Anna Rita Pasanisi

Ex attrice, ha catturato il cuore del milionario Tide (Walmor Chagas) e prova sentimenti sinceri per l'uomo, nonostante all'inizio della telenovela la donna abbia una relazione extraconiugale. I figli di Aristides la odiano e tentano in ogni modo di estrometterla dalla famiglia. La donna scopre il segreto di Cíntia e la ricatta, salvo poi spingerla comunque a lottare per la custodia di suo figlio. Nel corso della telenovela, diventa una grande amica di Cristiano.
- Jorge Moreno (Giorgio nell'edizione italiana), interpretato da Otávio Augusto, doppiato da Alessandro Rossi

Attore di teatro, amico di Simone, innamorato di lei. Incoraggia Simone a trasferirsi con lui a Rio all'inizio della trama. Ha un rapporto difficile con Cristiano perché geloso. È una delle poche persone a sapere che Simone è sopravvissuta all'incidente d'auto e la aiuterà a trasferirsi a New York.

## Produzione, trasmissione e censura
Trasmessa in sostituzione di Roque Santeiro, telenovela di grande successo delle 20, Giungla di cemento faticò a conquistare la sua fetta di pubblico, anche per via dell'inevitabile confronto con la telenovela originaria con Regina Duarte e Francisco Cuoco che nel 1972 aveva stabilito il record di spettatori e popolarità (nella puntata in cui Rosana ammetteva di essere Simone fu calcolato che il 100% dei televisori di Rio de Janeiro e San Paolo fossero sintonizzati su Rede Globo).
In un'intervista rilasciata alla rivista Amiga, alla fine delle trasmissioni della telenovela, Regina Braga e Eloy Araújo affermarono di aver avuto diverse difficoltà nel processo di adattamento e di modernizzazione dei temi e dei conflitti alla base delle trame della nuova versione di Giungla di cemento perché l'accesso alla sceneggiatura originale di Janete Clair era avvenuto gradualmente, impedendo agli autori di avere una visione totale dell'intera storia. In più, il remake venne inserito nel palinsesto in maniera frettolosa, dopo che i dirigenti della rete preferirono non trasmettere Barriga de Renda e Doppio imbroglio (Cambalacho), prime candidate a ereditare il posto lasciato vacante da Roque Santeiro. Quando venne scelta Giungla di cemento, questa era ancora in produzione. Per tale motivo, e per accelerare i tempi, venne concesso al team produttivo e attoriale di sfruttare gli studi di Herbert Richers, importante produttore e doppiatore brasiliano. Il cambio di regia, passato da Walter Avancini (che diresse le prime 20 puntate) a Dennis Carvalho, rallentò l'inizio delle trasmissioni della telenovela, che slittò dal 20 gennaio al 24 febbraio.
Il passaggio di regia da Avancini a Carvalho (e poi a Ricardo Waddington e José Carlos Pieri) creò anche una differenziazione nell'atmosfera e nella maniera di raccontare le storie dei personaggi (più «neorealista» per il primo, più leggera per i secondi). Alla vigilia della trasmissione, Avancini - che aveva debuttato come regista 14 anni prima proprio con la Selva de Pedra originale - dichiarò al quotidiano "O Globo" che era sua intenzione sdoganare «una certa audacia nel comportamento femminile, cosa impossibile da fare nel 1972», cercando di evitare la censura del governo militare. L'«audacia» - confermata e apprezzata da Beth Goulart in un'intervista del 2011 - era palese nel rapporto fortemente omoaffettivo tra Cíntia e Fernanda, rapporto che spaventava i più conservatori e ovviamente la censura federale. Questa suggerisce a Rede Globo di «moderare le sequenze d'amore» all'interno della telenovela, e soprattutto il rapporto tra Fernanda e Cíntia. Secondo la censura infatti alcune scene suggeriscono in maniera evidente che tra le due donne ci sia o ci sia stata una relazione lesbica. Nelle sequenze tra le due infatti ogni cosa (uno scambio di sguardi, i sospiri, la distanza ravvicinata) accennava all'omosessualità. Questi momenti vennero oltremodo sottolineati dalla canzone Perigo di Zizi Possi. Secondo Guilherme Bryan e Vincent Villari, autori del saggio "Teletema - A História da Música Popular Através da Teledramaturgia Brasileira", Paulinho Lima pare quasi abbia composto il testo di quella canzone con una chiara tematica gay. Se la relazione tra Fernanda e Cíntia è implicita ed è caratterizzata solo da certi atteggiamenti, il testo di Perigo suggerisce molto di più. Per la censura queste scene avrebbero potuto provocare reazioni negative da parte del pubblico, così Rede Globo e gli sceneggiatori furono costretti a riscrivere o a cancellare molte parti tra le due donne.
Ad Avancini va anche il merito della creazione di una nuova versione del personaggio di Miro, che ottenne molto successo presso il pubblico. Se nella prima Selva de pedra Miro era una figura gotica e angosciata, qui egli divenne un carioca biondo e con gli occhi azzurri,  «angelico, solare, perché la perfidia si maschera in diversi modi».
Falabella non fu il primo attore scelto come interprete di Miro. Questo ruolo gli venne offerto dopo il rifiuto dell'attore italo-brasiliano Ney Latorraca. Anche i personaggi di Simone e Fernanda erano stati proposti ad altre attrici: Glória Pires e Lucélia Santos per Simone e Sônia Braga per Fernanda. La Santos rifiutò per interpretare Sinhá Moça ne Il cammino della libertà (Sinhá Moça), mentre la Torloni vinse sulla Braga grazie alla convincente interpretazione di Jô Penteado in A Gata Comeu, telenovela dell'anno precedente.
Delle 160 puntate scritte e girate, ne sono state trasmesse 155. Nel cambio di regia da Walter Avancini a Denis Carvalho (originariamente la puntata 20), 4 puntate sono state condensate in una sola, facendo della 16ª puntata l'ultima diretta da Avancini. In realtà Avancini ha diretto anche le puntate dalla 17ª alla 20ª ma queste vengono rimontate per la 21ª puntata, la prima in cui appare accreditato il nuovo regista Carvalho. Le puntate 58 e 59 (quelle con l'incidente di Simone), inoltre, sono state fuse in una sola. 

## Trasmissione internazionale
Giungla di cemento è stata trasmessa in diversi paesi, come Cile, Spagna, Ecuador, Grecia, Uruguay e Venezuela. In Italia, la telenovela è andata in onda tra il 1987 e il 1988 su Telemontecarlo  all'epoca proprietà di Rede Globo; in seguito è stata replicata su reti locali, anche con un secondo titolo, Più forte dell'amore.

## Sigla e colonna sonora
La sigla d'apertura della telenovela è stata realizzata in studio dal team grafico di Hans Donner. Vengono creati a mano 2800 finti grattacieli in argilla che spuntano dal terreno come piante: sulle finestre si vedono riflessi i volti dei personaggi principali della telenovela. L'insieme degli edifici forma poi dall'alto il viso di Tony Ramos mentre alcuni tetti creano il titolo Selva de Pedra.
Nella prima puntata della telenovela come tema musicale viene usato il brano Demais (cover di Yes It Is dei Beatles) eseguito da Verônica Sabino. Dall'episodio seguente e fino alla fine, viene invece utilizzato il brano strumentale di Rock and Roll Lullaby dei Freesounds, la cui versione cantata da B. J. Thomas è stata la sigla della prima versione di Selva de pedra.
Come da tradizione, anche per Giungla di cemento sono state pubblicate due colonne sonore, una "nacional" e una "internacional". Nella prima sono stati inseriti, tra gli altri, i brani succitati Perigo di Zizi Possi e Demais di Verônica Sabino insieme a Tudo bem di Lulu Santos, Sede dos marujos di Ivan Lins e Toda madrugada di Renato Terra. La versione "internacional" raccoglie invece grandi successi pop di quel periodo come (I'll Never Be) Maria Magdalena di Sandra, Broken Wings dei Mr. Mister, The Sweetest Taboo di Sade, West End Girls dei Pet Shop Boys, Duel dei Propaganda e Nikita di Elton John.
Anche Rock And Roll Lullaby trova spazio in tutte e due le raccolte: la versione strumentale dei Freesounds è presente nell'edizione "nacional", mentre quella cantata da B. J. Thomas nell'edizione "internacional".

### Sigle italiane
In Italia, la telenovela ha avuto due sigle: Na selva das cidades, eseguita da Joe Euthanazia (presente nella raccolta "nacional"), per il passaggio su Telemontecarlo, e Shangai, scritta e cantata da Massimiliano Cattapani, per le repliche sulle tv locali.